# Austrodecus valvidens
Austrodecus valvidens är en havsspindelart som beskrevs av Turpaeva, E.P. 1990. Austrodecus valvidens ingår i släktet Austrodecus och familjen Austrodecidae. Inga underarter finns listade.